# Séquoia géant
Sequoiadendron giganteum
Ne doit pas être confondu avec Sequoia sempervirens.
Pour les articles homonymes, voir Wellingtonia.
Genre
Espèce
Synonymes
- Wellingtonia giganteum Lindl.

Classification phylogénétique
Statut de conservation UICN

ENB2ab(ii,iii,v) : En danger
Répartition géographique
Le Séquoia géant (Sequoiadendron giganteum) est une espèce de conifères de la famille des Taxodiaceae (classification classique) ou des Cupressaceae (classification phylogénétique). Il est l'unique représentant actuel du genre Sequoiadendron.
Endémique des montagnes de la Sierra Nevada en Californie, le Séquoia géant comprend les arbres les plus grands du monde en volume. Un certain nombre de caractères biologiques l'apparentent aux deux autres espèces de la sous-famille des Sequoioideae (en) : le Séquoia à feuilles d'if, qui le dépasse en hauteur et pousse le long des côtes californiennes, et Metasequoia glyptostroboides, plus petit et originaire de Chine.

## Nomenclature
En 1853, le botaniste britannique John Lindley donne la première description botanique de l’espèce qu’il nomme Wellingtonia gigantea, dans The Gardeners' Chronicle & Agricultural Gazette 10: 823.  Sans jamais avoir visité son habitat naturel en Amérique, il put décrire l’espèce sur la base d’échantillons de bois et de feuilles de Wellingtonia envoyés par des explorateurs et des botanistes qui avaient voyagé en Californie. Remarquons que le nom Wellingtonia n'a jamais été valide en botanique pour cet arbre car Wellingtonia avait déjà été attribué à un autre genre auparavant (une règle de priorité du Code botanique).
En 1939, le botaniste américain John Theodore Buchholz (en) transféra l’espèce dans le genre Sequoiadendron créé par lui-même pour refléter la distance évolutive et morphologique importante entre Wellingtonia gigantea et Sequoia sempervirens.

## Étymologie
Le nom de genre Sequoiadendron est composé de Sequoia, lui-même probablement nommé en l’honneur de Sequoyah (ou Ssiquoya), inventeur de l’alphabet cherokee syllabique et de dendron du grec ancien δένδρον - dendron, qui signifie « arbre ». Cette dédicace fut faite par le botaniste autrichien Stephan Ladislaus Endlicher, en raison de la force de caractère et de la persévérance de cet Amérindien,
L’épithète spécifique giganteum vient du latin giganteus « des Géants, gigantesque », dérivé de Gigantis, « Géant ». Emprunté au grec Γιγας, génitif Γιγατος – Gigas, Gigantos.

## Description
Le Séquoia géant n'est pas l'arbre le plus haut (Sequoia sempervirens le dépasse assez largement avec des records à plus de 115 mètres contre 90 pour Sequoiadendron giganteum) ni le plus large du monde (Taxodium mucronatum — le fameux Árbol del Tule — dépasse 40 mètres de circonférence), mais c'est celui qui peut atteindre les volumes les plus importants. Il atteint habituellement une hauteur de 50 à 85 m pour un diamètre de 6 à 8 m. Le spécimen le plus imposant est le « General Sherman », dans le Parc national de Séquoia (États-Unis), haut de 83 m pour une circonférence de 30 m, un volume de 1 400 m3 et une masse estimée à 2 100 tonnes.
Le Séquoia géant se caractérise également par sa longévité puisqu'il peut atteindre plus de 3 000 ans. Sa croissance initiale est vigoureuse et verticale avec une forme conique caractéristique. Au-delà de 100 ans, il a tendance à se développer plutôt en diamètre et son sommet s'arrondit. S'il ne pousse pas en situation isolée, il perd rapidement ses branches basses à cause de l'ombrage provoqué par les arbres voisins, ce qui explique l'absence de branches sur une hauteur de 20 à 50 m.

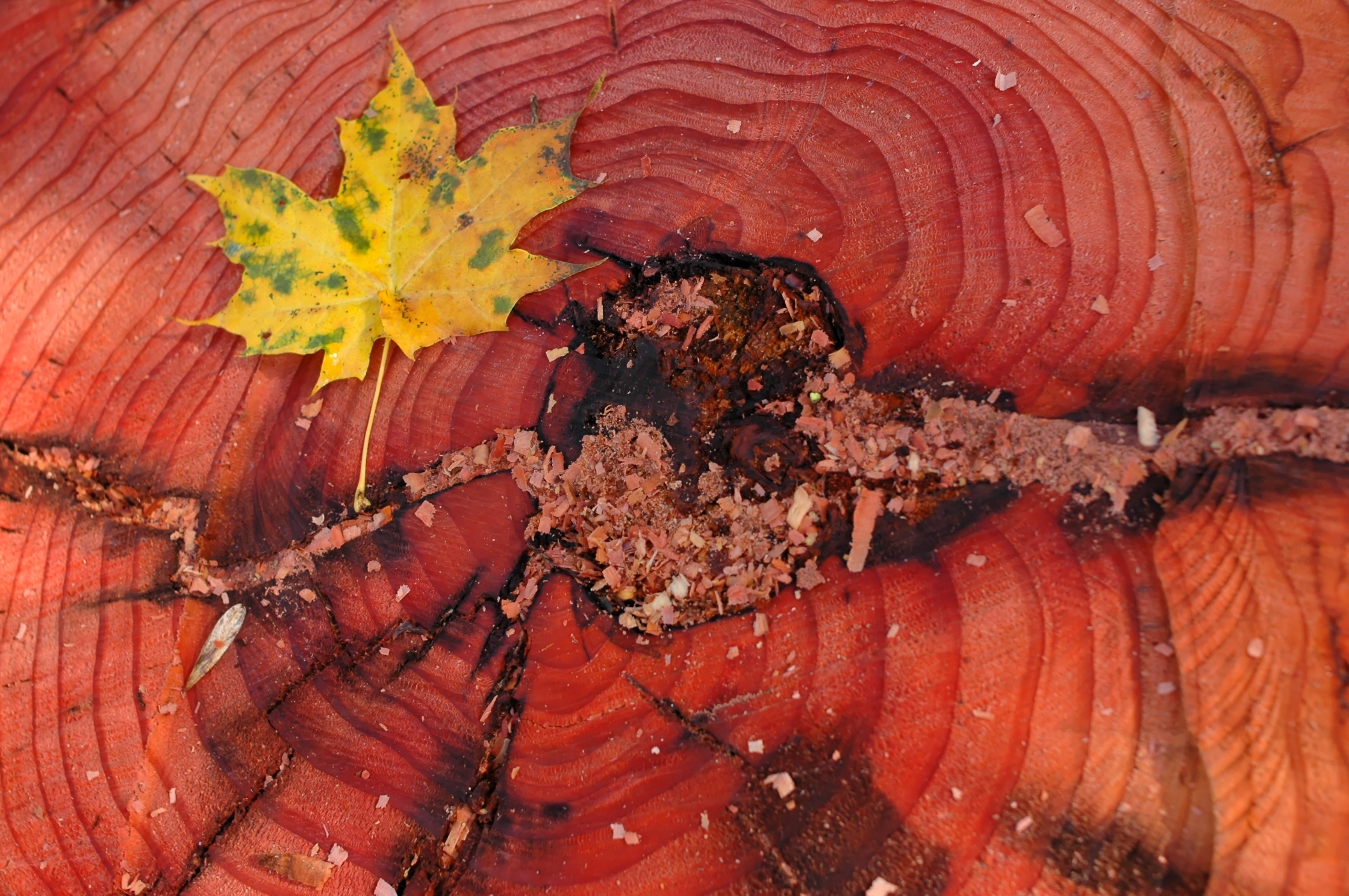
Souche d'un séquoia fraîchement coupé, caractéristique par sa couleur rouge

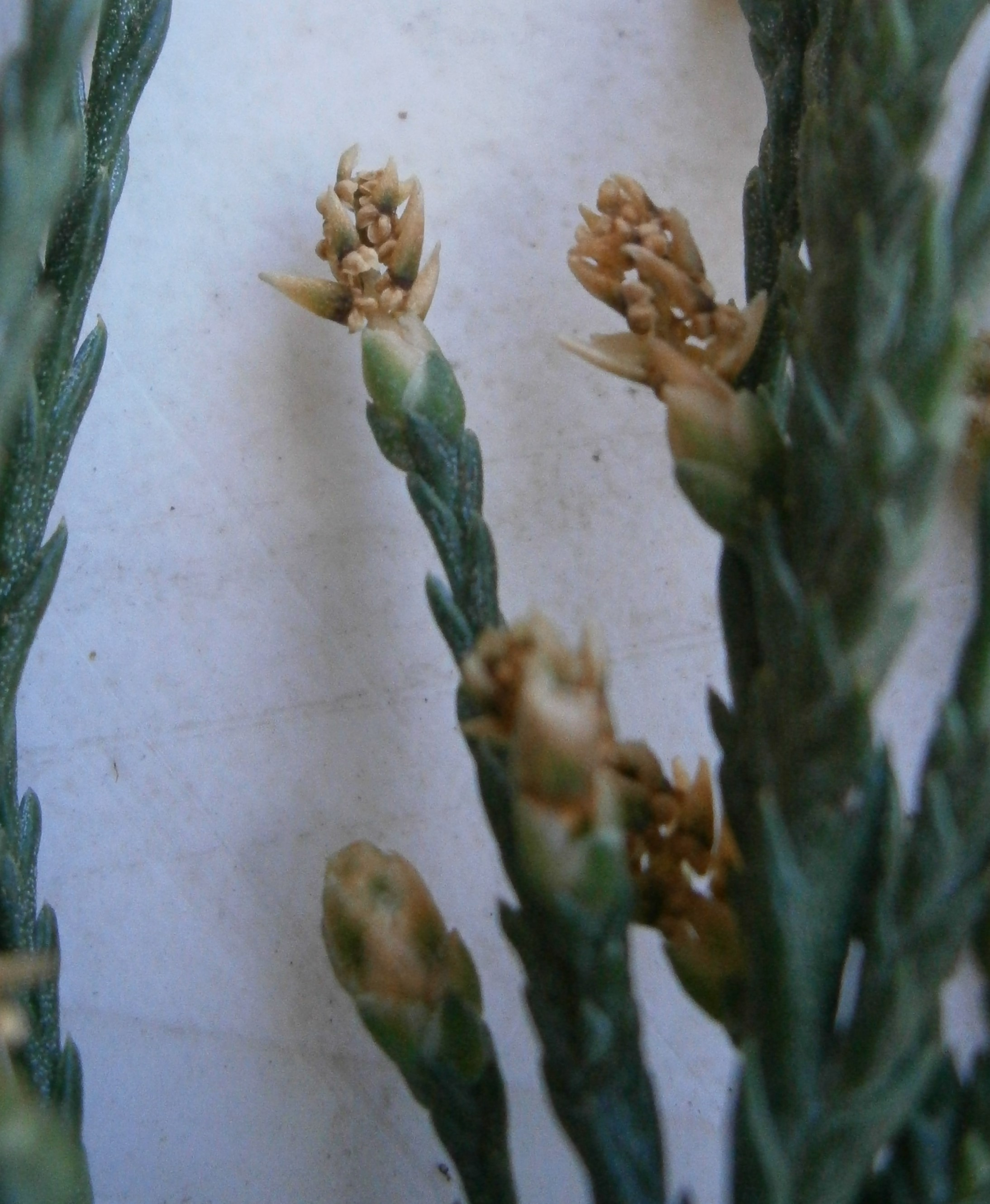
Cones polliniques (mâles) ouverts, 4-8 mm

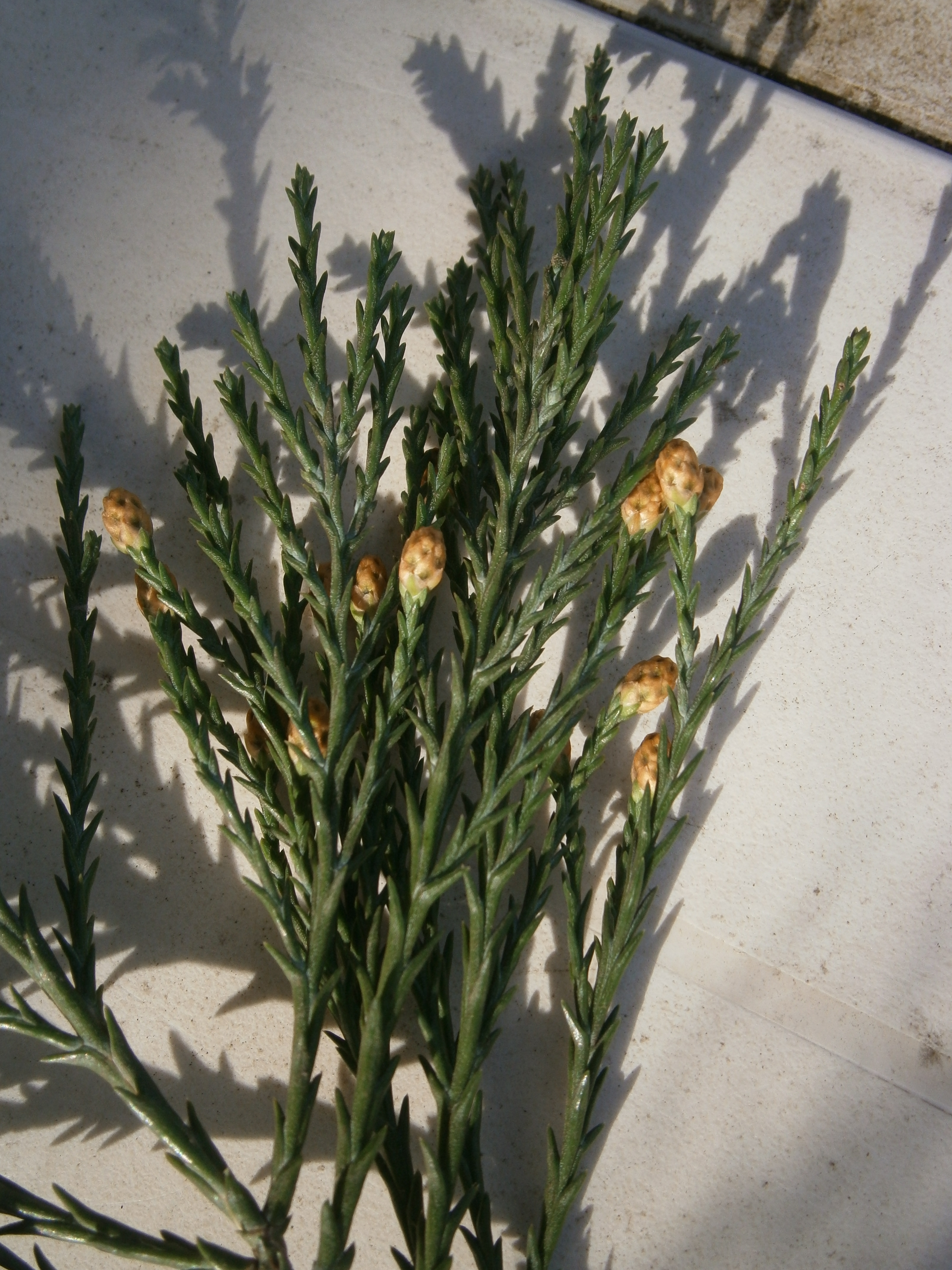
Rameau avec cônes mâles fermés

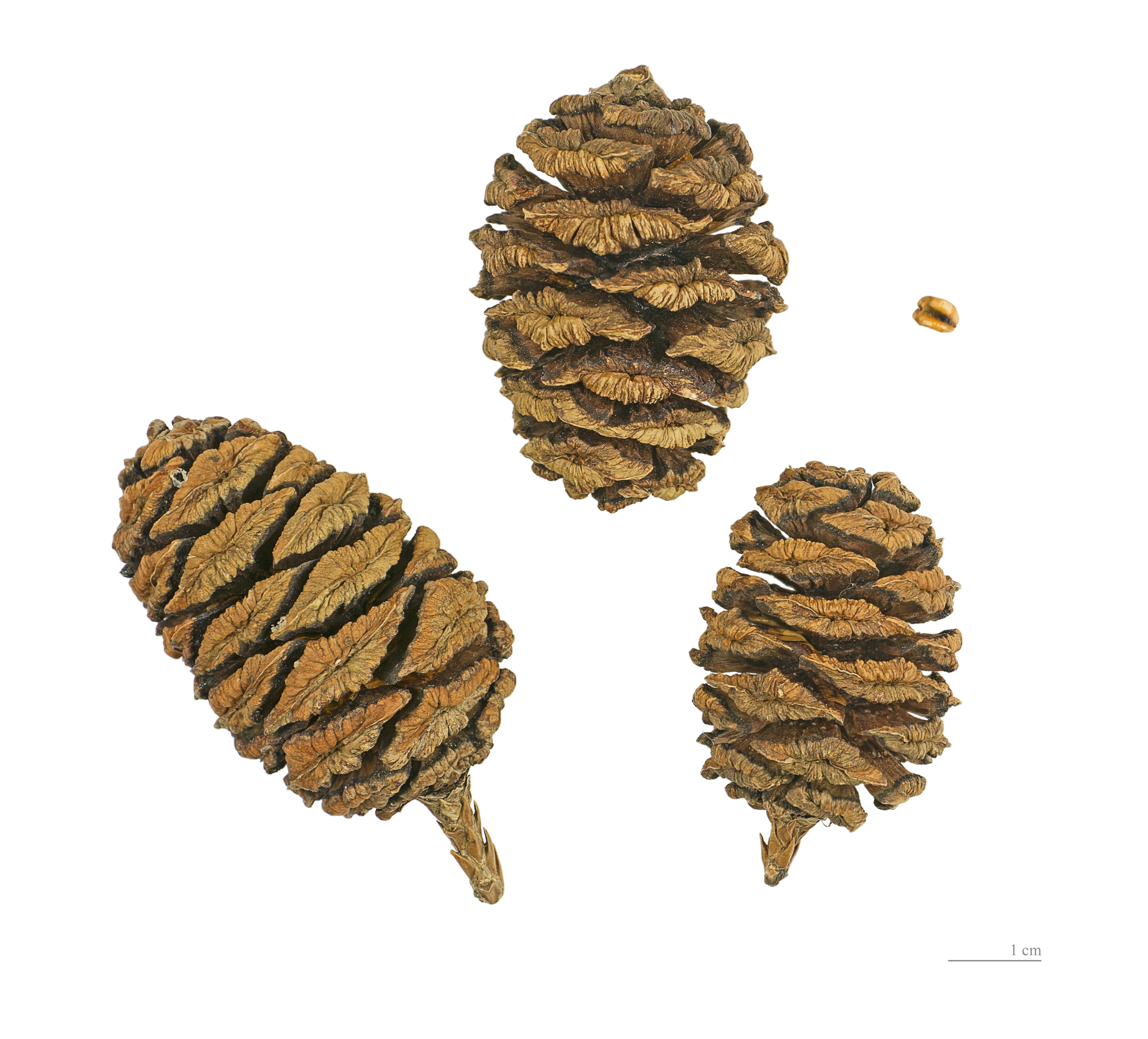
Cônes de graines 4-9 cm et graine de Sequoiadendron giganteum Muséum de Toulouse.

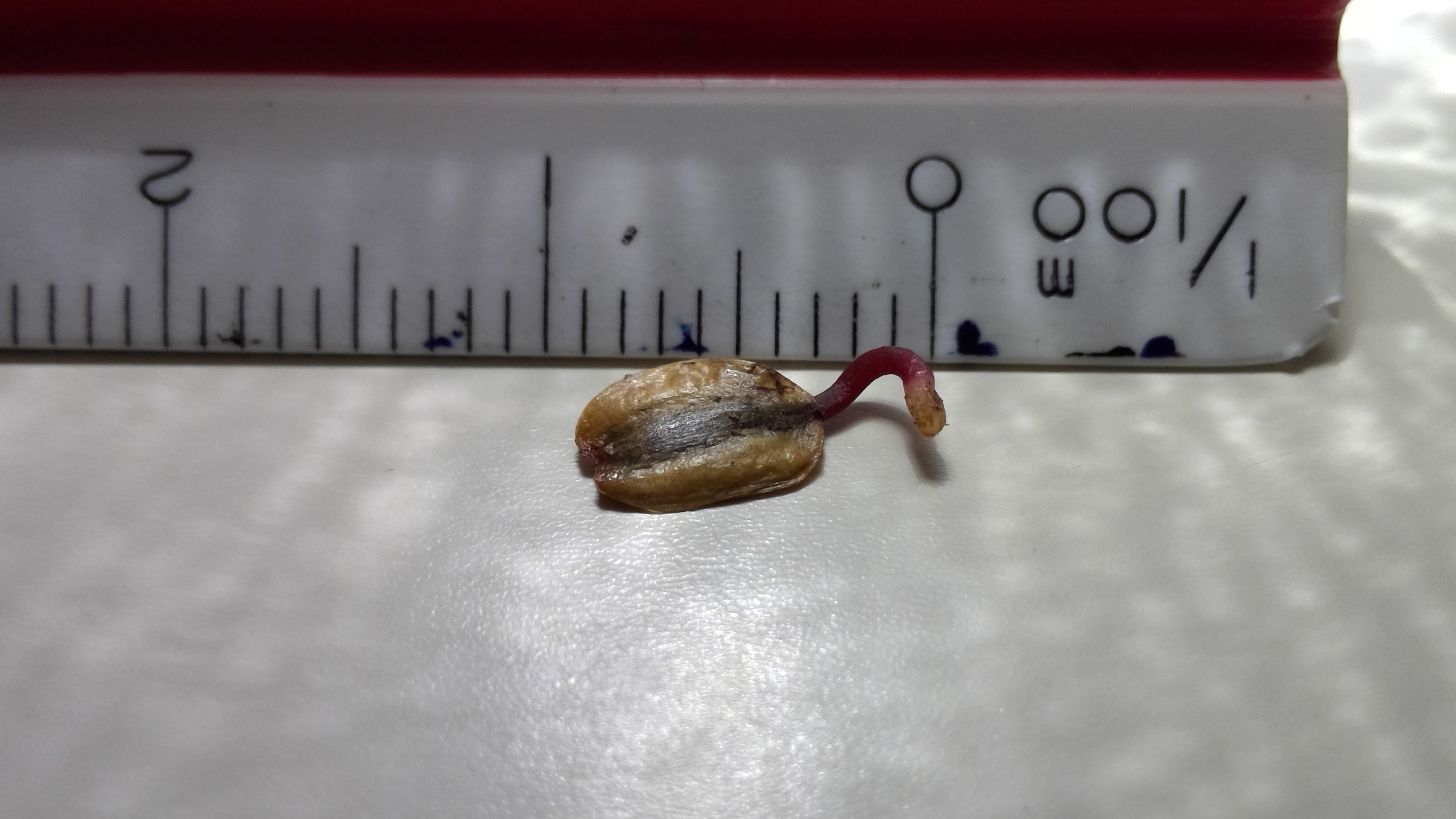
Graine tout juste germée de Sequoiadendron giganteum.

- Les feuilles sont des aiguilles pointues en forme d'alènes, persistantes et arrangées en spirale autour de la tige, de couleur vert grisâtre et d'une longueur de 3 à 15 mm[1], avec généralement des stomates sur les deux faces. Elles dégagent une odeur d'anis quand on les froisse.
- Le bois, riche en tanins est de couleur rouge assez vive. Sa résistance mécanique est faible mais sa résistance à la dégradation par les champignons et insectes est exceptionnelle, à tel point que les troncs tombés au sol sont souvent détruits lors des incendies et non par les pathogènes[5].
- Son écorce, très épaisse et fibreuse, est de couleur rougeâtre, d'où son nom anglais de Redwood (bois rouge). Dépourvue de résine et riche en tanins, elle protège l'arbre du feu. Elle peut atteindre 90 cm à la base du tronc des plus grands arbres. L'écorce du séquoia géant peut présenter différents motifs allant de la forme lisse à la forme réticulée en passant par des motifs rectilignes ou spiralés. Ce caractère semble être d'origine génétique.
- Le système racinaire de l'arbre peut s'étendre sur une distance de 30 à 40 m selon la capacité du sol à retenir l'eau. Cependant les racines s'enfoncent rarement à plus de 90 cm de profondeur, ce qui peut sembler paradoxal pour un arbre si grand. C'est cette faible profondeur combinée à l'érosion qui est la cause principale de la chute de ces géants.
- Arbre monoïque. Les fleurs mâles, situées à l'extrémité des rameaux, sont minuscules et jaunâtres (mars-avril). Elles se rassemblent en cônes polliniques presque globuleux à ovoïdes, de 4-8 mm. Les fleurs femelles, ovoïdes, sont érigées au sommet d'une petite tige écailleuse et brillante. Elles donnent des fruits qui mûrissent en deux ans et se présentent sous forme de cônes ovoïdes de 4 à 9 cm[4], constitués d'écailles (30 à 50 arrangées en spirale) ayant la forme de losanges aplatis. Chaque écaille abrite de 5 à 7 semences aux bords ailés[1], ce qui donne une moyenne de 230 semences par cône. Ces fruits cônes peuvent rester en place sur l'arbre pendant plus de 20 ans. La graine, de couleur brun foncé mesure 4-5 mm de long pour une épaisseur de 1 mm avec 2 ailes brun-jaune de chaque côté.

Les graines peuvent tomber au sol lorsque les écailles se dessèchent durant les étés chauds mais la plupart sont libérées au cours d'incendies et/ou d'attaques par des insectes ou animaux (voir la section Écologie).
Le séquoia géant se reproduit par graines et commence généralement à produire des cônes vers l'âge de 12 ans. Contrairement au séquoia à feuilles d'if, il ne produit pas de rejet lorsque son tronc est coupé.
Un arbre adulte porte en moyenne 11 000 cônes dont la majeure partie se situe dans le tiers supérieur du feuillage. Un séquoia géant adulte disperse ainsi 300 000 à 400 000 graines chaque année sur une distance pouvant atteindre 1,8 km.
- Il est capable de rejeter de souche mais de façon plus limitée que Sequoia sempervirens : cette capacité disparaît chez les arbres adultes (après une vingtaine d'années environ[6] - contre plusieurs siècles chez S. sempervirens[7]) et de plus il ne produit pas de lignotuber. Il reste cependant toujours capable de produire des réitérations à partir du tronc.

Il est superficiellement similaire au Cyprès du Japon (Cryptomeria japonica), dont il se différencie par ses écailles plus écartées du rameau, ses cônes plus grands (environ 2 cm pour le cryptomeria), et son écorce plus molle.

### Cultivars

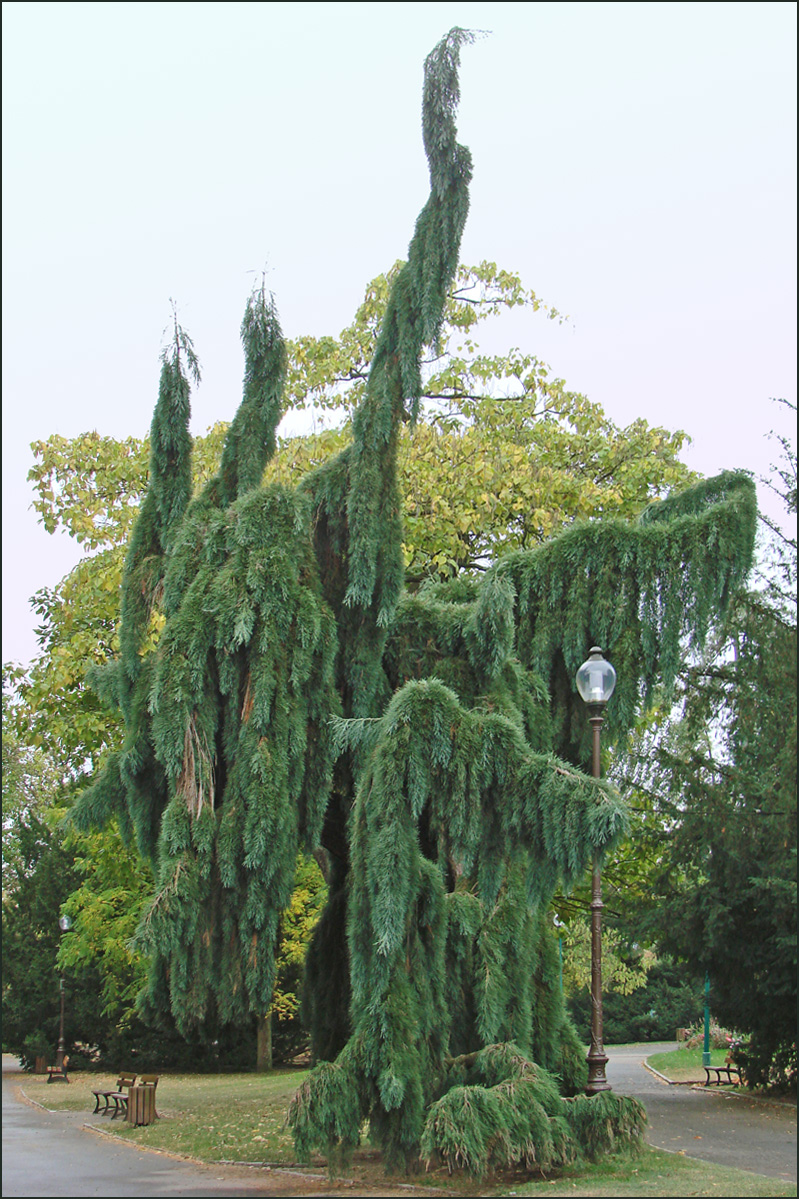
Séquoia pleureur à Nancy.

Il existe un cultivar à port pleureur : Sequoiadendron giganteum 'pendulum' : Il commence par un tronc en forme de flèche aiguë. Ce tronc est assez souple. Quand il finit par se courber sous son propre poids et retomber, un autre rameau le remplace comme flèche verticale. Il en résulte une forme générale assez irrégulière. Les rameaux latéraux retombent très bas le long du tronc et portent un feuillage gris-vert. Peut atteindre 4m de haut en 10 ans.

### Croissance
Le séquoïa géant a une croissance rapide annuelle moyenne de 50 cm dans ses premières années et peut atteindre un accroissement en hauteur d'un mètre par an dans son milieu naturel en Californie.

## Distribution

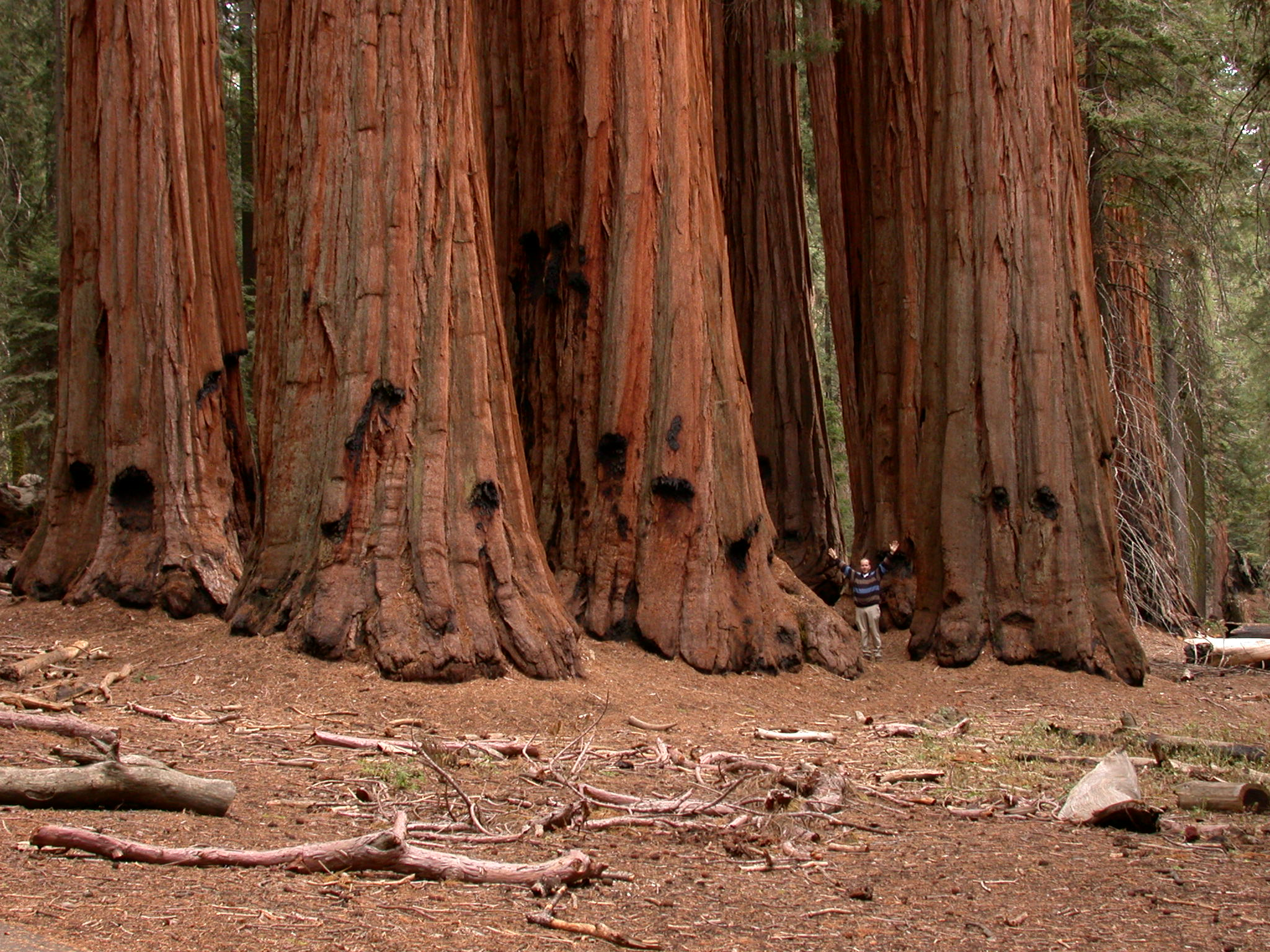
Les séquoias sont les géants de la forêt tempérée, ici dans le Parc national de Séquoia en Californie.

Des fossiles de séquoia âgés de 200 millions d'années témoignent de la présence du taxon sur Terre dès la fin du Trias.
Lors des grandes glaciations du Quaternaire, il a disparu d'Europe et est resté confiné en Californie. De nos jours il ne pousse plus à l'état naturel que dans 75 forêts réparties sur 14 416 ha situées sur les versants occidentaux de la Sierra Nevada, un massif montagneux élevé situé dans l'ouest de la Californie.
Cet arbre apprécie les climats humides avec des étés chauds et de la neige en hiver. On trouve le séquoia géant à des altitudes comprises entre 900 et 2 700 mètres où il pousse généralement sur un socle granitique et riche en matière minérale. Il résiste à des températures pouvant chuter jusqu'à −25 °C. En hiver, l'épaisseur de neige peut atteindre plusieurs mètres. Ce manteau permet de protéger les jeunes pousses du froid et constitue une réserve d'eau au printemps.
Les populations de séquoias sont souvent situées sur le versant sud des montagnes du nord de la Sierra Nevada et sur le versant nord des montagnes du sud.

## Écologie

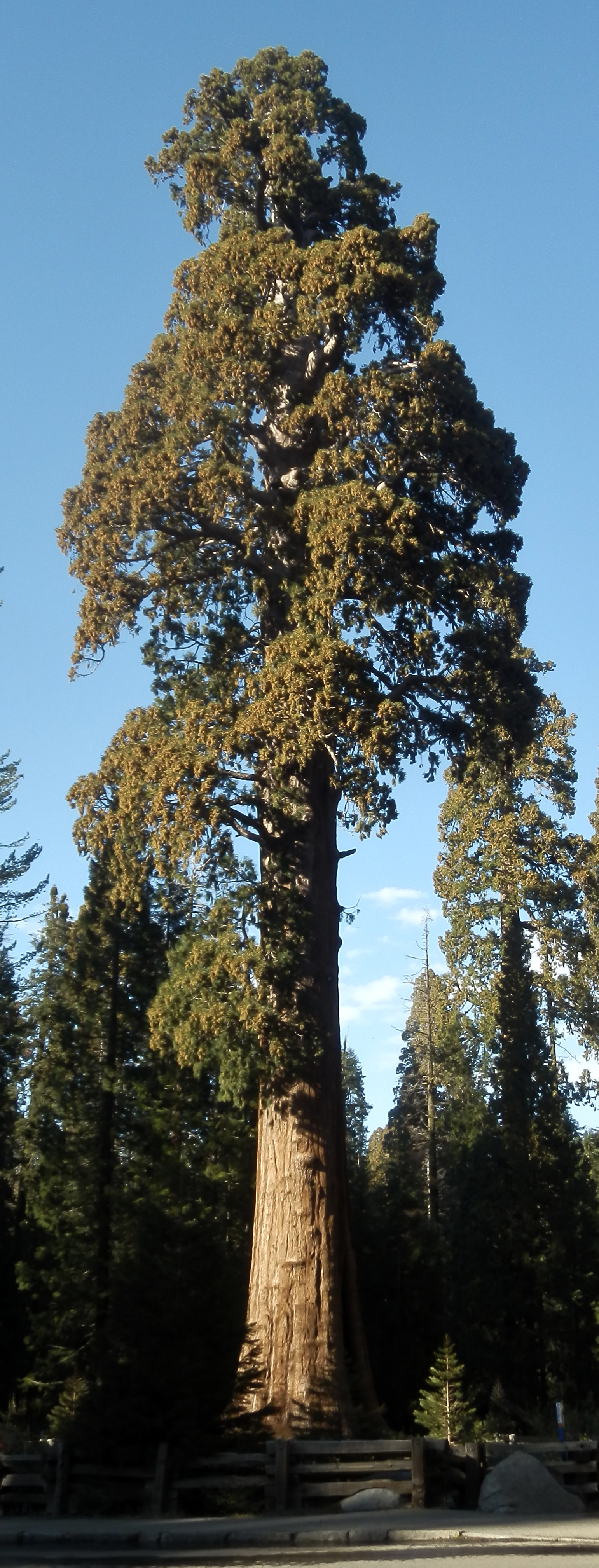
Un Sequoiadendron giganteum surnommé « l'Arbre sentinelle ».

### La nécessité des feux de forêts
Paradoxalement, la politique de lutte contre les incendies appliquée durant la première moitié du XXe siècle — aujourd'hui abandonnée — a porté un grand préjudice à ces arbres. Ils sont en effet bien adaptés aux incendies (écorce épaisse et résistante, feuillage porté haut par des branches souples, cônes qui ne s'ouvrent que lors de grosses chaleurs provoquées par un incendie (pyriscence), etc.), et la suppression des incendies a permis la prolifération d'espèces concurrentes qui ne supportent pas le feu.
La niche écologique des séquoias est caractérisée, outre le passage régulier du feu, par une forte pluviométrie et un sol pauvre (du fait, notamment, du lessivage par la pluie).
La reproduction des séquoias nécessite des conditions particulières qui ne sont réunies que dans leur habitat naturel. C'est pourquoi les populations ne peuvent élargir leur aire de répartition. Les graines ne peuvent germer que dans un sol minéral car un sol riche en humus se dessècherait trop rapidement en été. De plus les jeunes séquoias ont besoin de pousser en plein soleil.
Le feu joue donc un rôle important dans le renouvellement des séquoias. Il élimine les buissons, jeunes pins et autres arbres sans détruire les séquoias adultes qui sont protégés par leur écorce fibreuse. Ainsi, le sol est enrichi en matière minérale et la compétition pour la lumière est supprimée.
La chaleur dégagée par les feux de forêt permet également l'ouverture des cônes. La dispersion des graines survient alors au moment où le sol est idéal pour la germination.
La suppression des feux de forêts entre le début et le milieu du XXe siècle a entraîné une réduction des feux de faible intensité, ce qui a provoqué la multiplication du Sapin du Colorado et l'accumulation de branchages au niveau du sol. Ceci a augmenté les risques de feux de forte intensité menaçant ainsi les arbres adultes. De plus, les feux réguliers permettent de réguler les populations de fourmis charpentières.

### Reproduction
Dans les forêts californiennes, deux agents sont également responsables de la dissémination des graines : l'écureuil de Douglas qui se nourrit des écailles fraîches des cônes ainsi que le Phymatodes nitidus, un insecte de la famille des longicornes qui pond des œufs dans les écailles et la tige des cônes. Les larves creusent dans l'écaille provoquant une rupture des tissus vasculaires et ainsi le dessèchement de l'écaille. Les graines sont alors libérées dans les mois qui suivent l'attaque par l'insecte.

## Histoire

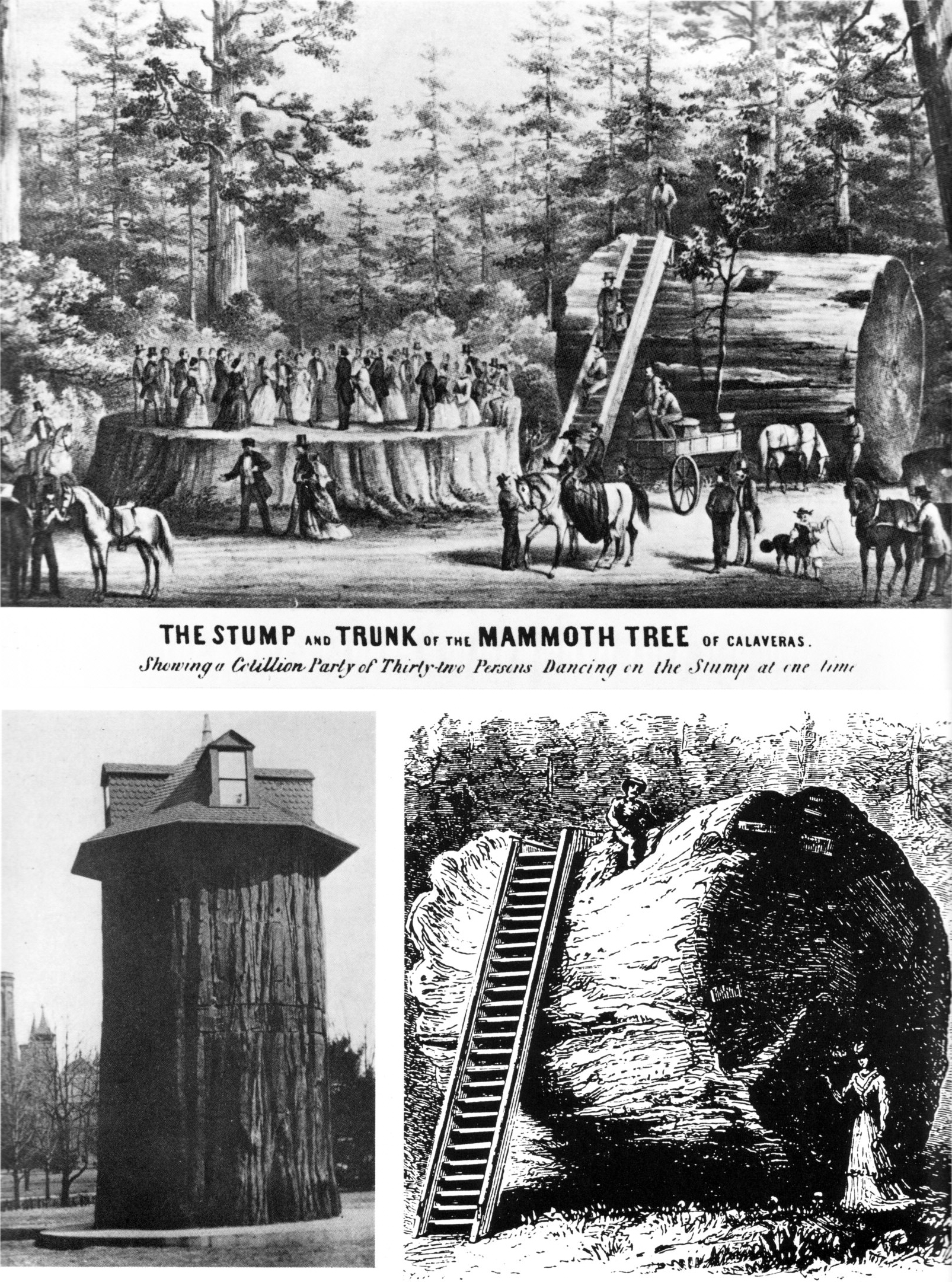
Peu de temps après leur découverte, beaucoup de séquoias géants furent découpés et exposés.

Le séquoia géant était bien connu par les Amérindiens de la région. Ces derniers utilisaient plusieurs noms pour désigner cet arbre : Wawona, Toos-pung-ish et Hea-mi-withic, les deux derniers étant utilisés par la tribu de la rivière Tule.
Il est fait mention pour la première fois du séquoia géant lors d'une expédition menée en 1833 par Joseph Reddeford Walker à travers la Sierra Nevada. L'arbre est alors décrit dans le journal de l'explorateur J.K. Leonard; Il n'indique aucune localité mais il aurait apparemment emprunté un chemin l'ayant amené à traverser Calaveras Grove. Cette découverte ne fut pas publiée. John M. Wooster fut le second européen à découvrir l'espèce. Il grava ses initiales dans l'écorce de l'arbre nommé 'Hercules' situé dans Calaveras Grove en 1850. Cette découverte passa également inaperçue. Il faudra attendre 1852 pour que la découverte par August T. Dowd, employé de la Union Water Company soit annoncée officiellement. L'arbre découvert par Dowd, baptisé 'Discovery Tree' fut abattu en 1853.
Dès 1852, l'annonce de la découverte de cet arbre géant provoqua un certain élan de curiosité au sein de la communauté scientifique. Des semences furent expédiées dans le monde entier. C'est ainsi que le 28 août 1853, les premières graines arrivèrent en Europe (Gourdie Hill, Écosse) où elles furent rapidement semées.
Cependant, la découverte du séquoia géant n'attira pas que des scientifiques. Beaucoup d'entreprises forestières s'installèrent dans la Sierra Nevada et commencèrent à abattre ces géants. Ainsi, entre 1852 et le milieu des années 1950, un tiers de la surface des forêts de séquoias fut coupée. Les plus gros arbres étaient parfois abattus à l'aide d'explosifs et on déplorait dans certains cas jusqu'à 75 % de perte. Face à ce désastre, John Muir fut le premier à réagir en réclamant la création du Parc national de Yosemite. D'autres parcs nationaux tels que le Parc national de Sequoia et Kings Canyon furent ensuite établis. C'est ainsi que de nos jours, plus de 90 % des forêts de séquoias sont situées dans des zones protégées.

## Origine du nom actuel
Le premier nom scientifique de l'espèce Wellingtonia gigantea fut attribué par John Lindley en 1853 en l'honneur du duc de Wellington, général britannique vainqueur de Napoléon Ier à la bataille de Waterloo. Cependant, le nom de "Wellingtonia" étant déjà attribué à Wellingtonia arnottiana, une plante de la famille des Sabiaceae, il fallut trouver un autre nom. L'année suivante, Joseph Decaisne renomma l'espèce en Sequoia gigantea, mais encore une fois ce nom n'était pas valable car il avait été attribué en 1847 par Stephan Ladislaus Endlicher au Séquoia à feuilles d'if. Winslow attribua ensuite en 1854 le nom de Washingtonia californica également invalidé car appartenant au palmier du genre Washingtonia.
En 1907, Carl Ernst Otto Kuntze place le séquoia géant dans le genre fossile Steinhauera mais des doutes sur leur parenté rend invalide encore une fois le nouveau nom.
Finalement, en 1939, alors que l'arbre avait reçu 12 noms invalidés, John Theodore Buchholz attribua au séquoia géant son nom définitif. Remarquant que la différence avec le Séquoia à feuilles d'if se faisait au niveau du genre, il lui attribua le nom de Sequoiadendron giganteum.

## Liste des 12 plus gros séquoias géants
Pour des raisons physiologiques la hauteur maximum pouvant être atteinte est de l'ordre de 130 m.

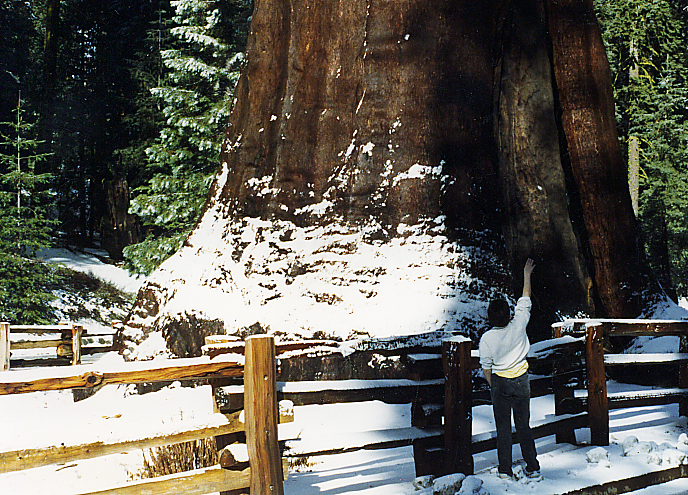
Base du tronc du Séquoia nommé General Sherman.

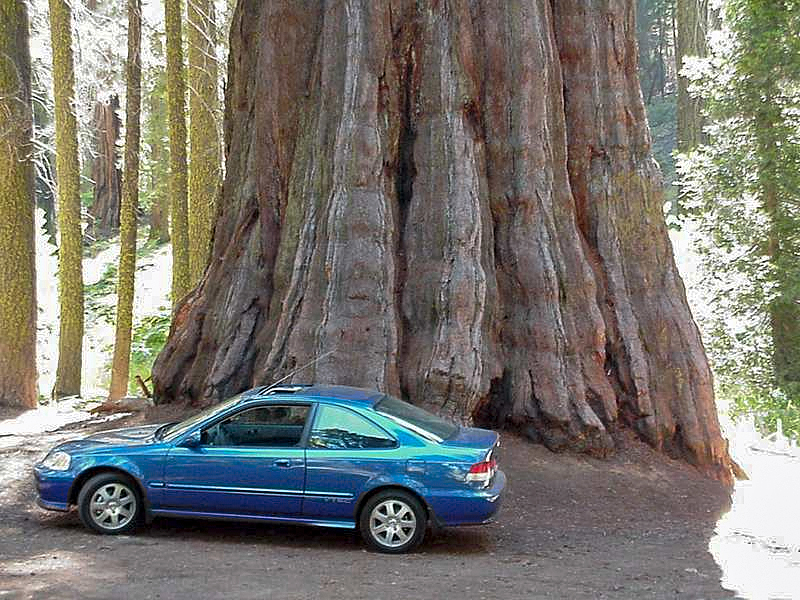
Voiture devant un Séquoia en Californie.

| Nom de l'arbre  | Lieu           | Hauteur | Circonférence | Volume |
|                 |                | (m)     | (m)           | (m³)   |
| --------------- | -------------- | ------- | ------------- | ------ |
| General Sherman | Giant Forest   | 83,00   | 31,27         | 1486,9 |
| General Grant   | Grant Grove    | 81,72   | 32,77         | 1319,8 |
| President       | Giant Forest   | 73,43   | 28,35         | 1278,4 |
| Lincoln         | Giant Forest   | 77,97   | 29,96         | 1259,3 |
| Stagg           | Alder Creek    | 74,07   | 33,22         | 1205,0 |
| Boole           | Converse Basin | 81,93   | 34,44         | 1202,7 |
| Genesis         | Mountain Home  | 77,11   | 26,00         | 1186,4 |
| Franklin        | Giant Forest   | 68,21   | 28,90         | 1168,9 |
| King Arthur     | Garfield       | 82,39   | 31,76         | 1151,2 |
| Monroe          | Giant Forest   | 75,53   | 27,82         | 1135,6 |

## Statut
Il ne subsiste à l'état naturel que dans 75 peuplements de Californie, dont certains très limités en individus.
Certains endroits où il pousse comme le Kings Canyon ou encore le Parc national de Yosemite sont des zones protégées.

## Datation pardendrochronologie
Le fait que cet arbre puisse atteindre 3 000 ans permet par l'étude de ses anneaux de croissance de faire une datation de tout morceau de bois situé à proximité. Cela a permis d'apporter une correction à la datation au carbone 14.

## Utilisation
Le séquoia géant est utilisé en menuiserie en Amérique du Nord et en Europe. Son bois, résistant à la décomposition mais cassant, sert avant tout pour réaliser des poteaux de téléphone, des toitures, des piquets de clôture, des palissades et des bardeaux.
Le séquoia est utilisé aussi en menuiserie d'intérieur lambris, dessus de bureau, plans de travail, en solives courtes et de bonnes sections, pour des portails au dehors, durabilité dans le temps sans pourriture. Il ne se voile pas, ne se fend pas en bout de plots, se ponce, se vernit et se colle bien (colle blanche vinylique ou polyuréthane). Avec l'huile de lin, il prend une couleur rubis. Le bois frais sans protection tache la maçonnerie. Il colore les mains d'un bleu tenace. La sève est de couleur rubis, sucrée, son odeur est forte. L'aubier est large de 80 mm à 120 mm. Le Sequoia sempervirens n'a pas de canaux résinifères, sa résistance mécanique est supérieure, la couleur de son bois est orangée, avec veines longues, noires et courbes. Les grumes de cimes en plots ont des petits nœuds, le bois est plus dur, il se fend un peu en bout de plots, se voile un peu plus, il sonne bien. Son aubier est réduit, de 30 mm à 40 mm pour un arbre de 140 ans. Son écorce très filandreuse se décroche facilement. Son bois est un peu plus dense que le séquoia. Son séchage est rapide dans un endroit abrité et bien ventilé. Il faut dépoussiérer les planches après sciage pour un séchage rapide, placer des tasseaux d'écartement de 12 mm, dans l'aubier.

## Le séquoia géant en France

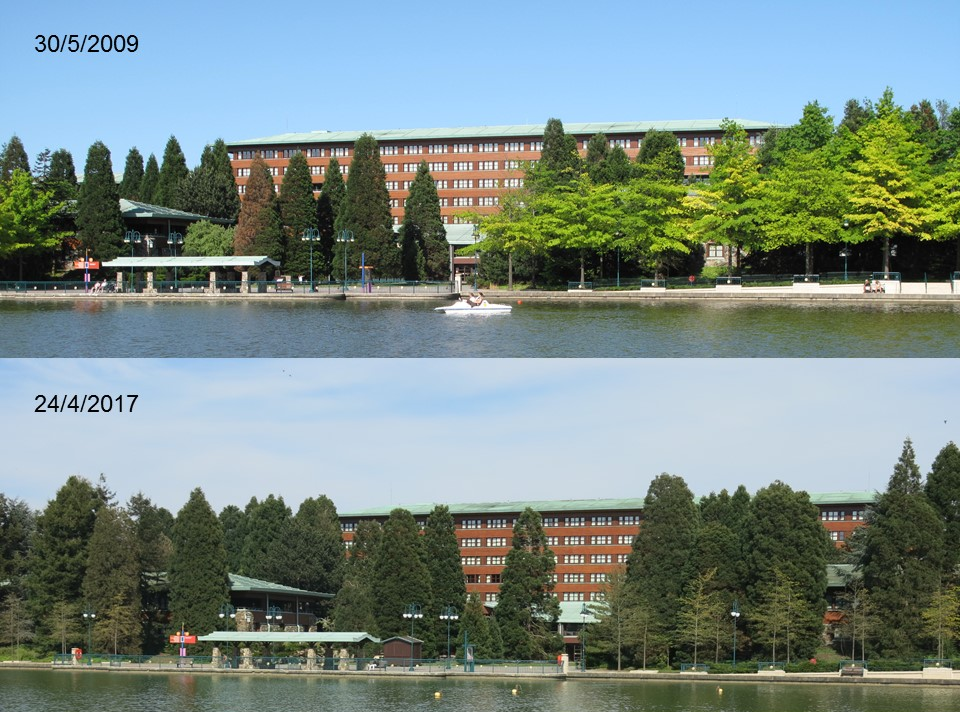
Sequoias à Eurodisney en 2009 et 2017.

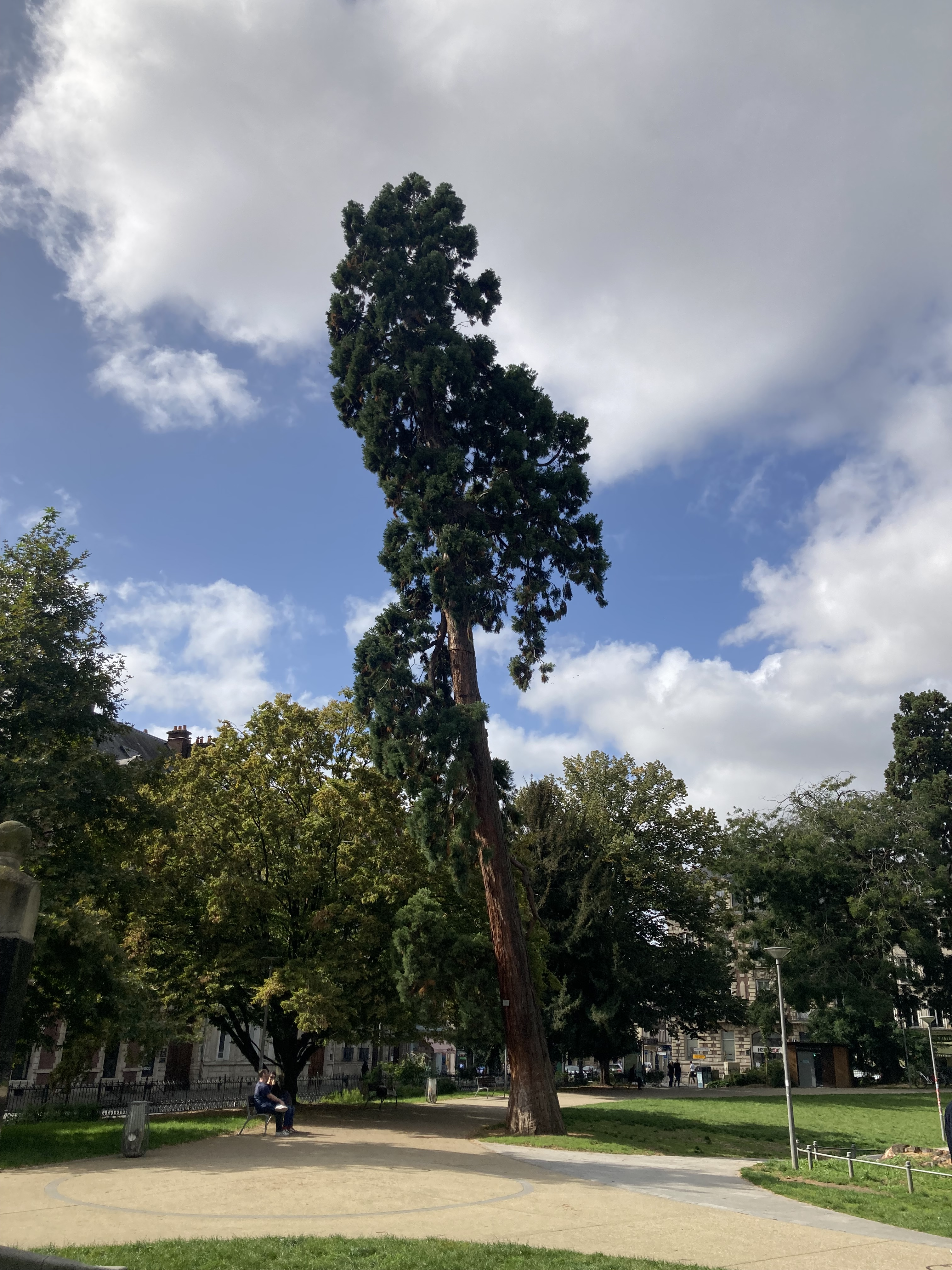
Séquoia géant dans square Vedrel à Rouen.

Il a été introduit après 1853 et de nos jours le séquoia a été acclimaté et est souvent planté dans les parcs publics ou dans les grandes demeures privées du fait de son allure imposante. La plupart des séquoias atteignent rarement les 40 m, car une grande partie de ces arbres fut plantée au début du XXe siècle : ce sont donc encore des arbres jeunes vis-à-vis des grands spécimens qu'on trouve dans l'aire d'origine. De plus, ils ont souvent été plantés en dehors des forêts où la compétition pour l'accès à la lumière favorise une croissance verticale. Le spécimen le plus grand connu hors des États-Unis se trouve à Ribeauvillé en France avec 58,10 m et a été planté avec 5 autres en 1856 pour célébrer la naissance du fils de Napoléon III.
Une partie du tronc d'un séquoia de plus de 2 000 ans est conservée au Muséum national d'histoire naturelle de Paris.
Un impressionnant spécimen, âgé d'environ 110 ans domine l'arboretum de Pézanin, en Bourgogne.
Un Séquoia géant planté en 1880 ayant à ce jour une circonférence de 5,75 m et une hauteur de 42 m se trouve dans le Parc Bernard Labbé à Gorcy en Meurthe-et-Moselle.

## Le Pioneer Cabin Tree
Le Pioneer Cabin Tree, un séquoia géant dont le tronc avait été creusé pour laisser passer les gens, s’est effondré le 8 janvier 2017 dans le Calaveras Big Trees State Park, en Californie. La cause de sa chute est une tempête très puissante, une rafale de vent à 278 km/h a été relevée, et 90 000 Californiens ont été privés d’électricité
,.

## Voir aussi

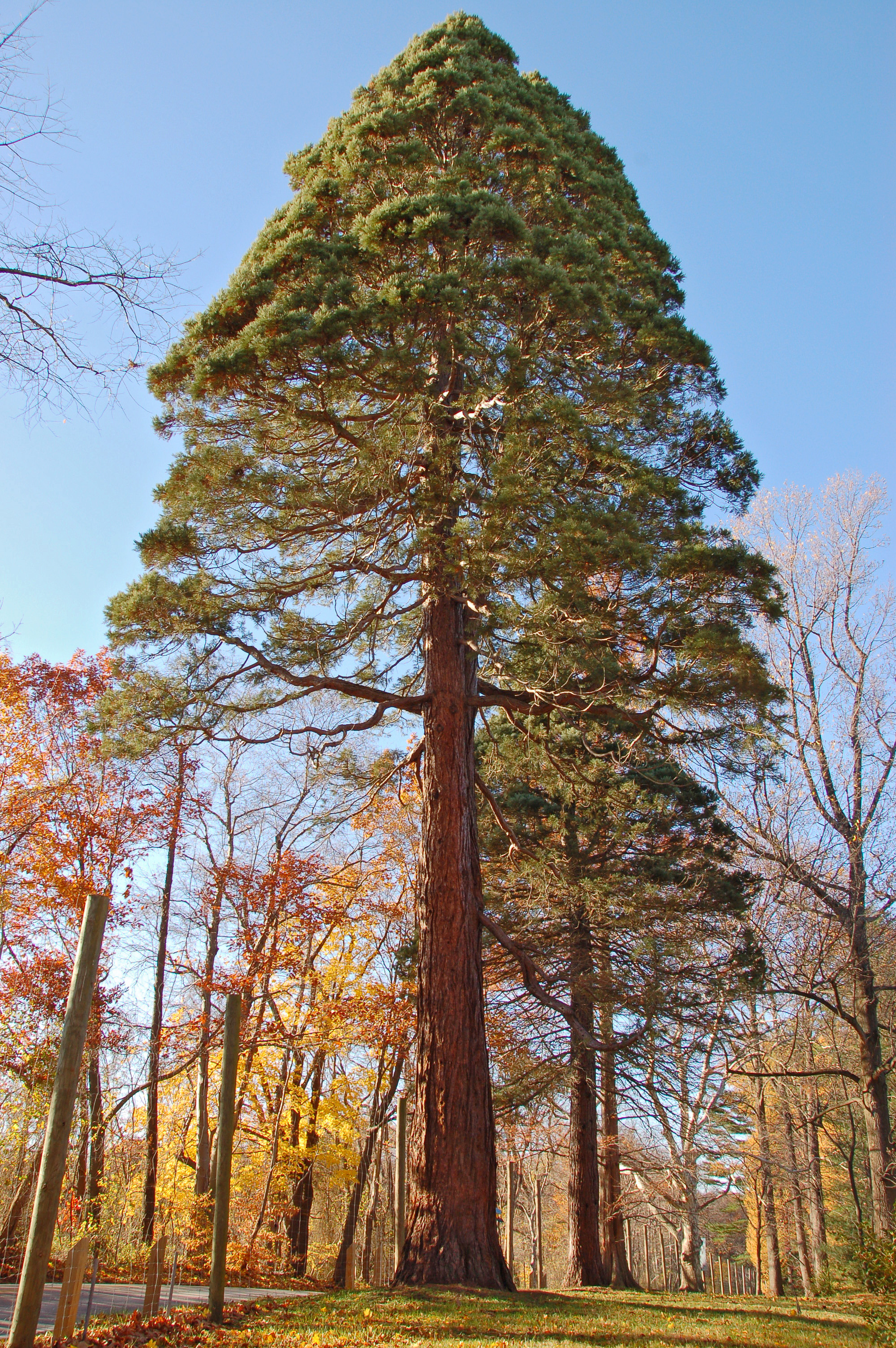
Un séquoia géant cultivé à l'arboretum John J. Tyler.